# Curimagua (genre)
Pour les articles homonymes, voir Curimagua.
Genre
Curimagua est un genre d'araignées aranéomorphes de la famille des Symphytognathidae.

## Distribution
Les espèces de ce genre se rencontrent au Venezuela et au Panama.

## Liste des espèces
Selon World Spider Catalog (version 16.0, 11/07/2015) :
- Curimagua bayano Forster & Platnick, 1977
- Curimagua chapmani Forster & Platnick, 1977

## Publication originale
- Forster & Platnick, 1977 : A review of the spider family Symphytognathidae (Arachnida, Araneae). American Museum novitates, no 2619, p. 1-29  (texte intégral).